# Heterocerus rivularis
Heterocerus rivularis is een keversoort uit de familie oevergraafkevers (Heteroceridae). De wetenschappelijke naam van de soort is voor het eerst geldig gepubliceerd in 1854 door Germain.